# Neville Chamberlain
Pour les articles homonymes, voir Chamberlain.
Arthur Neville Chamberlain (prononcé en anglais : /ˈtʃeɪmbəlɪn/ ; 18 mars 1869 – 9 novembre 1940) est un homme d'État britannique, membre du Parti conservateur et Premier ministre du Royaume-Uni de mai 1937 à mai 1940. Il est surtout connu pour sa politique étrangère d’apaisement, qui s’est notamment traduite par la signature des accords de Munich en 1938. Après la déclaration de guerre du Royaume-Uni à l’Allemagne nazie le 3 septembre 1939, Chamberlain dirige le pays durant les huit premiers mois de la Seconde Guerre mondiale.
Après avoir débuté dans les affaires et la politique locale de Birmingham, Neville Chamberlain est brièvement directeur du Service national en 1916-1917. Il entre au Parlement en 1918, à l’âge de quarante-neuf ans, suivant les traces de son père Joseph et de son demi-frère aîné Austen. Il reste dans l’ombre quelques années et devient en 1923 ministre de la Santé, puis chancelier de l’Échiquier. Après l’éphémère gouvernement travailliste de Ramsay MacDonald, il redevient ministre de la Santé de 1924 à 1929 et introduit diverses réformes. Il redevient chancelier de l’Échiquier dans le Gouvernement national de 1931.
En mai 1937, Stanley Baldwin démissionne et Chamberlain devient Premier ministre. Son mandat est marqué par la question de l’attitude à tenir vis-à-vis de l’Allemagne, et ses choix à Munich sont approuvés par une grande majorité de Britanniques à l’époque. Il promet de défendre l’indépendance de la Pologne si elle devait être attaquée, ce qui entraînera la guerre entre le Royaume-Uni et l’Allemagne en 1939.
Chamberlain démissionne le 10 mai 1940, après l'entrée des troupes allemandes en Belgique et en Hollande : il estime primordial qu’un gouvernement d’union nationale soit créé, mais ni les travaillistes, ni les libéraux ne veulent de lui à sa tête. Winston Churchill lui succède. Chamberlain conserve une bonne réputation au Parlement, notamment chez les conservateurs. Il occupe un rôle important dans le cabinet de guerre de Churchill, qu’il dirige durant les absences de ce dernier, jusqu’à ce que la maladie l’oblige à démissionner, en octobre 1940. Il meurt d’un cancer un mois plus tard.
Neville Chamberlain reste une figure controversée parmi les historiens : sa bonne réputation a pâti d’ouvrages comme Guilty Men, publié de son vivant, qui lui font porter la responsabilité des accords de Munich et l’accusent de ne pas avoir su préparer son pays à la guerre. Les historiens de la génération suivante ont posé un regard similaire sur le personnage, influencés par les mémoires de guerre de Winston Churchill. Des historiens, plus jeunes, ont porté un jugement plus favorable sur Chamberlain et sa politique, notamment après l’accès à des archives gouvernementales.

## Années de formation (1869-1918)

### Homme d'affaires

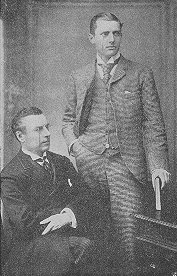
Joseph (assis) et Austen Chamberlain en 1892.

Neville Chamberlain naît le 18 mars 1869 dans une demeure nommée Southbourne, à Edgbaston, un district de Birmingham. Il est le seul fils issu du second mariage de Joseph Chamberlain, futur Lord-Maire (en) de Birmingham et ministre, qui a également trois filles, Ida, Hilda et Ethel. De son premier mariage, Joseph Chamberlain a déjà eu un fils, Austen, et une fille, Beatrice. Neville Chamberlain fait ses études à la Rugby School, puis son père l’envoie au Mason Science College, dans le centre de Birmingham. Les cours ne l’intéressent guère, et en 1889, son père le place comme apprenti comptable. En l’espace de six mois, il devient salarié de l’entreprise.
Afin de relancer une fortune familiale sur le déclin, Joseph Chamberlain envoie Neville fonder une plantation de sisal à Andros, une île des Bahamas, en 1891. Neville Chamberlain y passe six ans, mais la plantation se révèle un échec, qui coûte 50 000 £ à Joseph Chamberlain,.
À son retour en Angleterre, Neville Chamberlain entre dans les affaires. Avec l’aide de sa famille, il rachète Hoskins & Company, un fabricant de couchettes pour navires. Il en est le directeur général pendant dix-sept ans et fait prospérer l’entreprise. Il s’implique également dans la vie publique de Birmingham. En 1910, il tombe amoureux d’une cousine éloignée par alliance, Anne Cole (en), qu’il épouse l’année suivante. Ils auront un fils et une fille.

### Entrée en politique
Neville Chamberlain montre tout d’abord peu d’intérêt pour la politique, en dépit de la présence de son père et de son demi-frère dans les travées du Parlement. Durant l’« élection kaki » de 1900, il donne des discours en faveur du Parti libéral unioniste de son père. Les libéraux unionistes, alliés aux conservateurs, fusionneront par la suite avec eux sous le nom de « Parti unioniste », puis « Parti conservateur et unioniste » à partir de 1925. En 1911, Neville Chamberlain est élu au conseil municipal de All Saints’ Ward pour le Parti libéral-unioniste.
Chamberlain est nommé à la tête du Town Planning Committee. Sous sa direction, Birmingham est l’une des premières villes du Royaume-Uni à adopter un plan d’urbanisme, dont le déclenchement de la Première Guerre mondiale empêche l’application. En 1915, Chamberlain devient Lord-Maire de Birmingham. La guerre lui vaut une charge de travail accrue, et il insiste pour que ses conseillers et officiers travaillent aussi dur que lui. Il réduit de moitié les dépenses de la mairie et allège le nombre de fonctions civiques qui en sont attendues[pas clair].
En décembre 1916, le Premier ministre David Lloyd George offre à Chamberlain le poste récemment créé de directeur du Service national, faisant de lui le responsable de la coordination de la conscription ; il doit également s’assurer que les industries de guerre essentielles disposent de suffisamment d’ouvriers. Toutefois, il entre fréquemment en conflit avec Lloyd George, et n’étant pas soutenu par ce dernier, Chamberlain démissionne en août 1917. Les relations entre Chamberlain et Lloyd George resteront dès lors empreintes d’animosité.
Chamberlain décide de se présenter à la Chambre des communes, et il est choisi comme candidat unioniste pour la circonscription de Birmingham Ladywood. Des élections générales ont lieu peu après la fin de la guerre, et Chamberlain est élu avec près de 70 % des suffrages. Il a quarante-neuf ans, ce qui fait de lui le futur Premier ministre à être entré le plus âgé au Parlement.

## Parlementaire et ministre (1919-1937)

### Chamberlain sort du rang

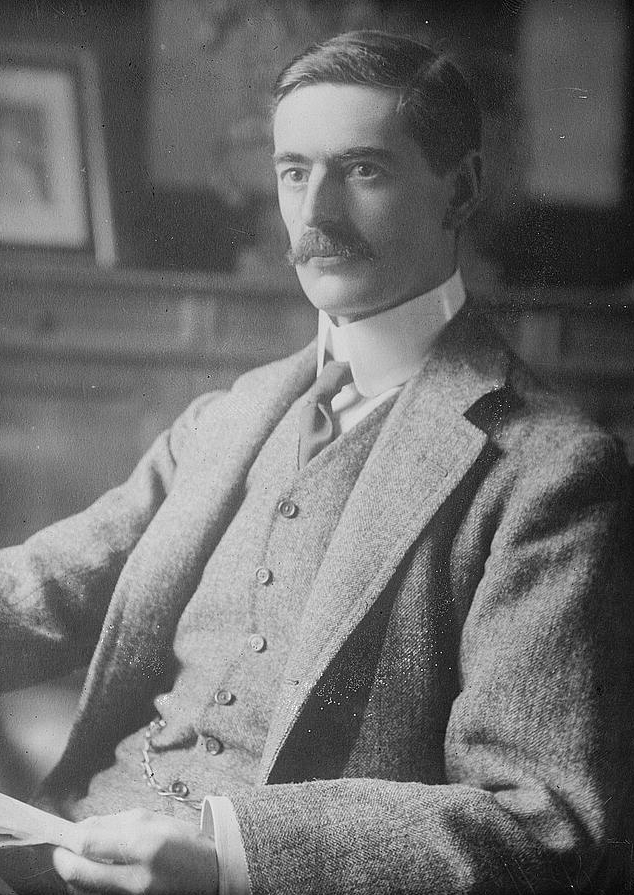
Neville Chamberlain, date inconnue.

Neville Chamberlain se jette à corps perdu dans le travail parlementaire, n’acceptant qu’à contrecœur de manquer un débat et consacrant de nombreuses heures au travail en comité. En mars 1920, il se voit offrir un poste au Ministère de la Santé par Andrew Bonar Law au nom du Premier ministre, mais il refuse, ne désirant pas travailler pour Lloyd George. Aucune autre offre ne lui est faite durant le mandat de Lloyd George, et lorsque Bonar Law abandonne sa place de dirigeant du parti, Austen Chamberlain le remplace à la tête des unionistes du Parlement. Les meneurs du Parti unioniste sont tentés de former une coalition avec les libéraux pour l’élection de 1922, mais le 19 octobre, les parlementaires unionistes décident de quitter la coalition. Lloyd George démissionne, de même qu’Austen Chamberlain, et Bonar Law est rappelé de sa retraite pour occuper le poste de Premier ministre.
Plusieurs unionistes de haut rang refusent de travailler pour Bonar Law, ce qui permet à Chamberlain de devenir Chancelier de l’Échiquier moins d’un an après son entrée au Parlement. Bonar Law le nomme tout d’abord Postmaster General. Le ministre de la Santé Arthur Griffith-Boscawen perd son siège à l’élection de 1922 et ne parvient pas à le reprendre lors de l’élection partielle de mars 1923 ; Bonar Law offre alors son poste à Chamberlain. Deux mois plus tard, Bonar Law apprend qu’il souffre d’un cancer de la gorge en phase terminale et démissionne aussitôt. Le Chancelier de l’Échiquier Stanley Baldwin lui succède et nomme Chamberlain à ce poste en août 1923. Ce dernier ne l’occupe que cinq mois, jusqu’à la défaite des conservateurs lors de l’élection de 1923. Ramsay MacDonald devient le premier Premier ministre travailliste, mais son gouvernement s’effondre au bout de quelques mois, entraînant l’organisation de nouvelles élections générales. Chamberlain y bat de peu le candidat travailliste Oswald Mosley (futur fondateur de la British Union of Fascists). Estimant qu’une élection de plus à Ladywood lui serait fatale, Chamberlain s’arrange pour passer à la circonscription de Birmingham Edgbaston, une circonscription moins périlleuse qu’il représentera jusqu’à sa mort. L’élection de 1924 est remportée par les unionistes, mais Chamberlain ne reprend pas son poste de Chancelier, préférant retrouver son ancienne position de ministre de la Santé.
Deux semaines après son arrivée au ministère de la Santé, Chamberlain présente au Cabinet un agenda contenant 25 textes de lois qu’il souhaite voir passer. Sur ces 25 textes, 21 sont votés avant son départ, en 1929. Chamberlain cherche à abolir les Boards of Guardians élus suivant les Poor Laws. De nombreux Boards sont contrôlés par les travaillistes, qui défient le gouvernement en distribuant des indemnités à des chômeurs valides. En 1929, Chamberlain dépose un projet de loi visant à l’abolition complète des boards des Poor Laws. Il prononce un discours de deux heures et demie à la Chambre des communes lors de la seconde lecture du projet de loi, et est applaudi par l’ensemble des députés à la fin de son discours. Son projet est adopté.
Bien qu’il ait signé une note conciliante durant la grève générale de 1926, les relations de Chamberlain avec l’opposition travailliste sont généralement médiocres. Le futur Premier ministre travailliste Clement Attlee se plaint de ce que Chamberlain « nous traitait toujours comme de la merde », et en avril 1927, Chamberlain écrit à leur sujet : « Je ressens un mépris de plus en plus total pour leur lamentable stupidité ». Ses mauvaises relations avec le Parti travailliste auront par la suite une importance cruciale dans sa chute.

### Passage dans l'opposition, Chancelier à nouveau
Baldwin fixe de nouvelles élections générales au 30 mai 1929. Elles aboutissent à un parlement sans majorité, dans lequel les travaillistes sont les mieux représentés. Baldwin démissionne avec son gouvernement, et le chef du Parti travailliste, Ramsay MacDonald, redevient Premier ministre. Le gouvernement MacDonald doit faire face à une grave crise en 1931, lorsque le May Report (en) révèle que le budget n’est pas équilibré, avec un déficit attendu de 120 millions de livres (environ 6 milliards de livres actuelles). Le 24 août 1931, le gouvernement travailliste démissionne et MacDonald forme un gouvernement d’unité nationale avec le soutien de la plupart des parlementaires conservateurs. Chamberlain y retrouve le ministère de la Santé.
Après les élections générales de 1931, qui voient une victoire écrasante des partisans du gouvernement d’union nationale (essentiellement des conservateurs), McDonald nomme Chamberlain chancelier. Chamberlain propose un droit de douane de 10 % sur les biens étrangers, et des droits moindres ou nuls sur les biens provenant des colonies et des dominions. Son père s’était déjà fait l’avocat d’une telle politique de « préférence impériale (en) ». Le 4 février 1932, Chamberlain dépose son projet de loi à la Chambre des communes. Il conclut son discours en notant à quel point il est pertinent qu’il cherche à concrétiser la proposition de son père. À la fin du discours, Austen Chamberlain quitte sa place et vient serrer la main de son frère. La loi est adoptée par le Parlement à une large majorité.
Chamberlain présente son premier budget en avril 1932. Il maintient les sévères restrictions budgétaires qui avaient été décidées au début du Gouvernement national. Chaque budget annuel avait été lourdement grevé par les intérêts sur la dette de guerre ; Chamberlain parvient à réduire le taux d’intérêt sur la majeure partie de la dette britannique de 5 à 3,5 %. Entre 1932 et 1938, il divise par deux le pourcentage du budget réservé au paiement des intérêts sur la dette de guerre.
Chamberlain espère pouvoir négocier l’annulation de la dette de guerre vis-à-vis des États-Unis. En juin 1933, la Conférence monétaire et économique mondiale (en) se tient à Londres, mais elle n’aboutit à rien lorsque le président américain Franklin Delano Roosevelt fait savoir qu’il ne considère aucune annulation de la dette de guerre. Chamberlain peut déclarer un budget en excédent en 1934, et rétablir de nombreuses coupes dans les allocations chômage et les salaires publics auxquelles il avait procédé à son arrivée en poste. Il déclare à la Chambre des communes : « L’histoire de Bleak House est à présent terminée, et nous pouvons dès cet après-midi nous plonger dans le premier chapitre des Grandes Espérances ».
Les premiers budgets de Chamberlain voyaient une coupe massive dans les dépenses militaires. À partir de 1935, face à une Allemagne en renouveau, il est convaincu de la nécessité du réarmement. Il soutient notamment le renforcement de la Royal Air Force, comprenant que la Manche, protection traditionnelle de l’Angleterre, ne suffira pas contre des attaques aériennes.
MacDonald démissionne en 1935 et Baldwin devient pour la troisième fois Premier ministre. Lors des élections générales de 1935, le Gouvernement national dominé par les conservateurs perd 90 sièges par rapport à l’écrasante majorité de 1931, mais conserve une majorité appréciable de 255 sièges à la Chambre des communes. Durant la campagne, le travailliste Arthur Greenwood accuse Chamberlain d’avoir gaspillé de l’argent pour le réarmement. Selon lui, « suggérer que davantage de millions devaient être dépensés dans l’armement est de l’alarmisme pur et simple, scandaleux de la part d’un homme politique dans la position de M. Chamberlain ».
Peu après la crise entourant l’abdication d’Édouard VIII, Baldwin annonce qu’il restera en poste jusqu’au couronnement de son successeur George VI. Il démissionne deux semaines après la cérémonie, le 28 mai 1936, et conseille au nouveau roi de faire appel à Chamberlain. Austen Chamberlain, mort deux mois auparavant, ne verra pas son frère atteindre (selon l’expression de Disraeli) « le sommet du poteau graisseux ».

## Premier ministre (1937-1940)
Au moment de sa prise de fonctions, Chamberlain est âgé de 68 ans. Au XXe siècle, seul Henry Campbell-Bannerman est devenu Premier ministre à un âge plus avancé. De l’avis général, Chamberlain ne fera qu’occuper le poste jusqu’à la prochaine élection avant de se retirer en faveur d’un homme plus jeune, vraisemblablement le ministre des Affaires étrangères Anthony Eden. Dès le début du mandat de Chamberlain, la rumeur affirme que plusieurs candidats sont en compétition pour sa succession.
Chamberlain n’apprécie guère la façon dont Baldwin et MacDonald procédaient aux nominations et renvois au sein de leurs cabinets ministériels, jugeant leur comportement par trop sentimental. Ainsi, il renvoie de son poste le President of the Board of Trade (en) Walter Runciman, avec qui il avait pourtant étroitement collaboré sur l’affaire des droits de douane, et lui offre en contrepartie le rôle symbolique de Lord du sceau privé, ce que Runciman, furieux, refuse. Chamberlain trouvait Runciman, membre du parti libéral-national, trop paresseux. Peu après son entrée en fonction, Chamberlain demande à ses ministres de préparer des programmes sur deux ans afin de coordonner le vote des lois avec le Parlement du moment, dont le mandat doit expirer en novembre 1940.
Le nouveau Premier ministre est encore largement inconnu du grand public, bien qu’il soit passé à la télévision pour l’annonce du budget annuel durant les six dernières années, apparaissant (selon son biographe Robert Self) détendu et moderne, sachant parler directement à la caméra. Il n’a que peu d’amis parmi ses collègues du Parlement, et lorsque son secrétaire de liaison avec le parlement, Lord Dunglass, tente de l’introduire dans la salle des fumeurs de la Chambre des communes pour nouer des liens avec ses collègues, l’expérience s’achève dans un silence embarrassé. Chamberlain compense ces faiblesses en concevant le système de marchandisation politique le plus élaboré jamais employé par un Premier ministre jusqu’alors : menés par son attaché de presse George Steward, les fonctionnaires du 10 Downing Street convainquent les journalistes qu’ils sont alliés et partagent des informations secrètes, afin de leur faire approuver la ligne gouvernementale.

### Politique intérieure
Pour Chamberlain, son accession au poste de Premier ministre marque l’apogée de sa carrière de réformateur intérieur ; il ignore que son nom restera dans les mémoires pour ses décisions de politique étrangère. S’il cherche l’apaisement des problèmes européens, c’est en partie parce qu’il souhaite pouvoir se concentrer sur les affaires intérieures.
Peu après son arrivée au pouvoir, Chamberlain fait voter le Factories Act 1937, une loi visant à améliorer les conditions de travail en usine et imposant des limites au temps de travail des femmes et des enfants. En 1938, le Parlement vote le Coal Act 1938 (en), qui permet la nationalisation des dépôts de charbon, ainsi que le Holidays with Pay Act (en). Cette loi se contente de recommander aux employeurs de donner une semaine de congés payés à leurs employés, et elle entraîne une forte expansion des camps de vacances et autres espaces de loisirs pour les classes populaires. Le Housing Act 1938 débloque des fonds pour encourager le nettoyage des quartiers pauvres et maintient le contrôle des loyers. Les projets de réforme de l’administration locale de Chamberlain sont mis de côté après le début des hostilités en 1939, tout comme la proposition de rendre l’éducation obligatoire jusqu’à l’âge de 15 ans, qui devait entrer en vigueur le 1er septembre 1939.

### Relations avec l'Irlande
Les relations entre le Royaume-Uni et l’État libre d’Irlande sont tendues depuis l’arrivée au pouvoir, en 1932, du Premier ministre irlandais Éamon de Valera. La guerre économique anglo-irlandaise (en), déclenchée par le refus de l’Irlande de payer une somme promise au Royaume-Uni, a causé du tort aux économies des deux pays, qui souhaitent vivement atteindre un compromis. Le gouvernement de De Valera cherche également à rompre les derniers liens unissant l’Irlande au Royaume-Uni, notamment le statut de chef de l’État irlandais toujours possédé par le souverain britannique. En tant que chancelier, Chamberlain avait suivi une ligne dure, refusant toute concession aux Irlandais, mais, ayant été convaincu que ces tensions ont des effets néfastes sur les relations avec d’autres dominions, il se décide à chercher un compromis.
Le dialogue avait été suspendu sous Baldwin en 1936, mais reprend en novembre 1937. De Valera cherche à modifier le statut constitutionnel de l’Irlande, mais aussi à faire annuler d’autres points du traité anglo-irlandais, notamment le problème de la partition de l’Irlande et la question des Ports du traité (ou Treaty Ports), toujours sous contrôle britannique. De son côté, le Royaume-Uni souhaite conserver l’usage des Treaty Ports, au moins en temps de guerre, et obtenir l’argent promis par l’Irlande.
Les Irlandais s’avèrent des négociateurs coriaces ; Chamberlain se plaint d’une offre de De Valera qui « présente aux ministres du Royaume-Uni un trèfle à trois feuilles, dont aucune n’offre le moindre avantage au R-U ». Les discussions n’aboutissant à rien, Chamberlain fait une dernière offre en mars 1938 ; il cède à de nombreuses demandes irlandaises, tout en restant certain de n’avoir « abandonné que de petites choses », et les accords sont signés le 25 avril 1938. Le problème de la partition n’est pas résolu, mais les Irlandais acceptent de payer 10 millions de livres aux Britanniques. Les traités n’abordent pas la question d’un éventuel accès britannique aux Treaty Ports en temps de guerre, mais Chamberlain accepte de croire De Valera, qui l’assure que les Britanniques pourront les utiliser en cas de conflit.
Les accords sont pris pour cible par le député conservateur Winston Churchill, pour qui les Treaty Ports sont « les tours sentinelles des Western Approaches ». Lorsque la guerre éclate, De Valera argue de la neutralité irlandaise pour refuser l’accès aux Treaty Ports aux Britanniques, leur causant un sérieux handicap dans le cadre de la bataille de l'Atlantique. Churchill s’emporte contre ces traités dans The Gathering Storm, affirmant n’avoir « jamais vu la Chambre des Communes trompée à ce point » et que « ses membres le considérèrent très différemment lorsque notre existence fut menacée durant la bataille de l’Atlantique ». Chamberlain estime néanmoins que les Treaty Ports seraient inutilisables si l’Irlande était hostile ; il considère leur perte comme acceptable pour assurer des relations amicales avec Dublin.

### Politique internationale
Chamberlain cherche d’abord à concilier l’Allemagne pour en faire un partenaire du Royaume-Uni dans une Europe stable. Il estime que l’Allemagne pourrait être satisfaite par la restitution d’une partie de son empire colonial, affirmant que le gouvernement britannique devrait « considérer la question » en vue d’un accord général lors de la crise rhénane de mars 1936. Toutefois, pour ne pas amputer l'empire (britannique), il va proposer à la place la cession du Congo belge, sans consulter le gouvernement belge. (Léopold III s'en souviendra en mai 40, lors du choix capitulation ou évacuation vers le Royaume-Uni).
Cependant, ses tentatives pour parvenir à un tel accord sont contrariées dans la mesure où l’Allemagne n’est guère empressée de se lier au Royaume-Uni. Une visite du ministre des Affaires étrangères Konstantin von Neurath, au Royaume-Uni est prévue en juillet 1937, mais elle est annulée. Lord Halifax, le Lord président du Conseil, visite à titre personnel l’Allemagne en novembre, et rencontre Hitler et d’autres personnalités allemandes. Cette visite est considérée comme une réussite par Chamberlain et l’ambassadeur britannique en Allemagne, Nevile Henderson. Le Foreign Office est moins enthousiaste, estimant que la visite d’Halifax donne trop l’impression que les Britanniques désirent ardemment un dialogue ; le ministre des Affaires étrangères Anthony Eden a quant à lui l’impression d’avoir été laissé sur la touche.
Chamberlain court-circuite à nouveau Eden en entamant un dialogue direct avec l’Italie, mise au ban de la communauté internationale depuis son invasion de l’Éthiopie en 1935. Lors d’une réunion du cabinet des ministres, le 8 septembre 1937, Chamberlain déclare qu’il considère « l’atténuation des tensions entre ce pays et l’Italie comme une contribution très importante en direction de la pacification et l’apaisement de l’Europe », ce qui « affaiblirait l’axe Rome-Berlin ». Le Premier ministre établit également une ligne de communication privée avec le Duce Benito Mussolini à travers l’ambassadeur d’Italie, le comte Dino Grandi.
En février 1938, Hitler commence à faire pression sur le gouvernement autrichien pour qu’il accepte l’Anschluss. Chamberlain considère comme essentiel de cimenter les relations avec l’Italie, dans l’espoir qu’une alliance anglo-italienne empêcherait Hitler d’imposer sa volonté à l’Autriche. Eden estime que son Premier ministre est trop prompt dans ses échanges avec l’Italie, et il retient une éventuelle reconnaissance de jure de la conquête italienne de l’Éthiopie. Chamberlain conclut qu’Eden doit accepter sa politique ou démissionner. Les ministres entendent les points de vue des deux hommes et se rallient unanimement à Chamberlain. Malgré les efforts de certains membres du Cabinet pour le retenir, Eden démissionne de son poste. Par la suite, Eden tentera de présenter cette démission comme une opposition à la politique d'apaisement, mais plusieurs ministres et députés estiment qu’elle n’était en rien justifiée. Chamberlain nomme Lord Halifax pour le remplacer.

#### Vers Munich (mars-septembre 1938)
En mars 1938, l’Allemagne annexe l’Autriche. Les Autrichiens appellent à l’aide les Britanniques, en vain, bien que le Royaume-Uni envoie une note de protestation véhémente à Berlin. Peu après la traversée de la frontière par l’armée allemande, Chamberlain blâme à la fois l’Allemagne et l’Autriche lors d’une réunion du cabinet. Le lendemain de l’Anschluss (14 mars), Chamberlain condamne fortement les méthodes allemandes devant la Chambre des communes, qui le soutient.
La cible suivante désignée de Hitler est la région tchécoslovaque des Sudètes, peuplée de trois millions d’Allemands ethniques, soit la plus importante population germanophone hors des frontières du Reich. Le Royaume-Uni n’a aucune obligation militaire à l’égard de la Tchécoslovaquie, qui est toutefois liée à la France par un accord d’assistance mutuelle. Après l’Anschluss, le comité de politique étrangère du gouvernement envisage une « grande alliance » pour contrer l’Allemagne, ou, autre solution, l’assurance d’une assistance à la France si celle-ci entrait en guerre. Mais, finalement, le comité choisit d’inciter la Tchécoslovaquie à rechercher les « meilleurs termes possibles » avec l’Allemagne. L’ensemble du gouvernement approuve les choix du comité, influencé par un rapport des chefs d’état-major indiquant que le Royaume-Uni ne peut pas faire grand-chose pour aider les Tchécoslovaques en cas d’invasion allemande. Chamberlain déclare à une Chambre favorable qu’il ne souhaite pas limiter la marge de manœuvre de son gouvernement en prenant des engagements particuliers.
Le Royaume-Uni et l’Italie signent un accord en avril 1938 : en contrepartie de la reconnaissance de jure de la conquête de l’Éthiopie par l’Italie, celle-ci accepte de retirer une partie des « volontaires » italiens engagés en Espagne du côté franquiste. L’avantage déjà acquis par ces derniers leur permet de remporter la victoire l’année suivante. Toujours en avril 1938, le nouveau Premier ministre français, Édouard Daladier, se rend à Londres pour débattre avec Chamberlain, dont il soutient la position vis-à-vis de la Tchécoslovaquie.
En mai, deux fermiers allemands des Sudètes tentent de rentrer en Tchécoslovaquie sans s’arrêter au poste-frontière, et sont tués par les garde-frontières tchèques. Cet incident cause des troubles dans les populations des Sudètes, et des rumeurs se font échos de mouvements de troupes allemands vers la frontière. En réponse, Prague envoie ses propres troupes vers la frontière allemande. Lord Halifax envoie un émissaire à l'Allemagne pour l'avertir que, si la France devait intervenir en faveur de la Tchécoslovaquie, le Royaume-Uni pourrait ne pas rester à l'écart. Les tensions retombent, et Chamberlain et Halifax sont salués pour leur gestion « magistrale » de la crise. En réalité, les Allemands ne planifiaient aucunement une invasion de la Tchécoslovaquie en mai. Néanmoins, le gouvernement Chamberlain reçoit un soutien presque unanime de la presse britannique.
Les négociations entre le gouvernement tchèque et les Allemands des Sudètes traînent jusqu’à la mi-1938. Elles ne débouchent sur aucun résultat, le dirigeant sudète Konrad Henlein ayant reçu de Hitler des instructions secrètes pour empêcher tout accord. Le 3 août, Walter Runciman (devenu Lord Runciman) se rend à Prague en qualité de médiateur mandaté par le gouvernement britannique. Au cours des deux semaines qui suivent, il rencontre séparément Henlein, le président tchécoslovaque Edvard Beneš et d’autres dirigeants, mais ses démarches n’aboutissent à rien. Le 30 août, Chamberlain réunit son gouvernement et l’ambassadeur Henderson, et obtient leur soutien ; seul le Premier Lord de l’Amirauté Duff Cooper conteste sa politique d’inciter la Tchécoslovaquie à faire des concessions sous prétexte que le Royaume-Uni n’est pas en mesure de soutenir des menaces de guerre.
Chamberlain se rend compte que Hitler va probablement faire connaître ses intentions dans son discours au Congrès de Nuremberg annuel, le 12 septembre, et étudie avec ses conseillers les réactions possibles si les menaces de guerre se précisent. Avec son conseiller Horace Wilson, Chamberlain établit le « plan Z » : si la guerre semble inévitable, Chamberlain s’envolera pour l’Allemagne pour négocier directement avec Hitler.

#### Munich (septembre 1938)

##### Rencontres préliminaires
Lord Runciman continue à pousser le gouvernement tchécoslovaque à faire des concessions. Le 7 septembre, des parlementaires tchèques d’origine sudète sont impliqués dans une altercation à Mährisch-Ostrau. La propagande allemande s’empare de l’incident, bien que le gouvernement de Prague ait tenté de concilier les Allemands en renvoyant les policiers tchèques impliqués. L’orage gronde et Runciman estime qu’il est inutile de poursuivre les négociations avant le discours d’Hitler. Sa mission ne reprendra jamais.

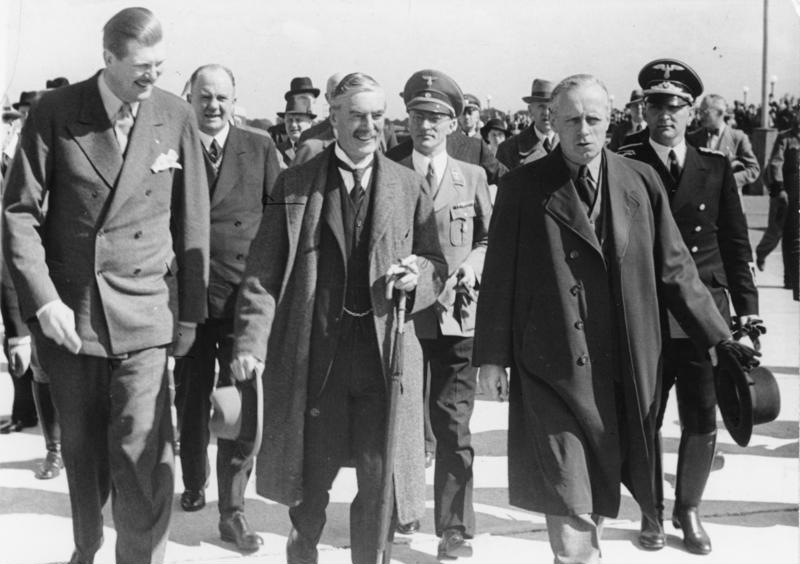
Chamberlain (au centre) aux côtés de Joachim von Ribbentrop (à droite) après la rencontre de Berchtesgaden, le 16 septembre 1938.

Les jours précédant le discours de Hitler sont tendus : le Royaume-Uni, la France et la Tchécoslovaquie procèdent à une mobilisation partielle de leurs armées. Des milliers de personnes s’amassent autour du 10 Downing Street le soir du discours, durant lequel Hitler déclare :

« La condition des Allemands des Sudètes est indescriptible. On cherche à les annihiler. Ces êtres humains sont opprimés et traités d’une façon intolérable […] Il est temps que cesse cette privation de leurs droits. […] J’ai affirmé que le Reich ne tolèrera pas davantage l’oppression de ces trois millions et demi d’Allemands, et j’incite les dirigeants des autres nations à croire que ce ne sont pas là de simples paroles. »

Le lendemain (13 septembre), les services secrets apprennent à Chamberlain et au gouvernement que toutes les ambassades allemandes ont été informées que l’Allemagne doit envahir la Tchécoslovaquie le 25 septembre. Convaincu que les Français ne veulent pas se battre (en privé, Daladier propose une réunion à trois pour résoudre le problème), Chamberlain décide de mettre en œuvre le « plan Z ». Il envoie un message à Hitler, lui disant qu’il souhaite venir négocier en Allemagne. Hitler accepte, et Chamberlain part pour l’Allemagne le matin du 15. Hormis un bref vol lors d’une foire industrielle, c’est la première fois que le Premier ministre prend l’avion. Il atterrit à Munich, puis se rend en train à Berchtesgaden.
La réunion dure environ trois heures. Hitler exige l’annexion des Sudètes, mais semble ne pas avoir de vues sur le reste de la Tchécoslovaquie, ni sur d’autres régions d’Europe orientale peuplées de minorités allemandes. Après cette rencontre, Chamberlain retourne à Londres, persuadé de s’être donné un peu d’air et de pouvoir préserver la paix. Selon les propositions faites à Berchtesgaden, l’Allemagne annexera les Sudètes si les résultats d’un plébiscite organisé dans la région y sont favorables. L’indépendance de la Tchécoslovaquie sera garantie au niveau international, ce qui remplacera les précédents traités, notamment celui qui lie la France aux Tchécoslovaques. Les Français acceptent ; les Tchèques, fortement pressés, acceptent également, et leur gouvernement n’y survit pas.

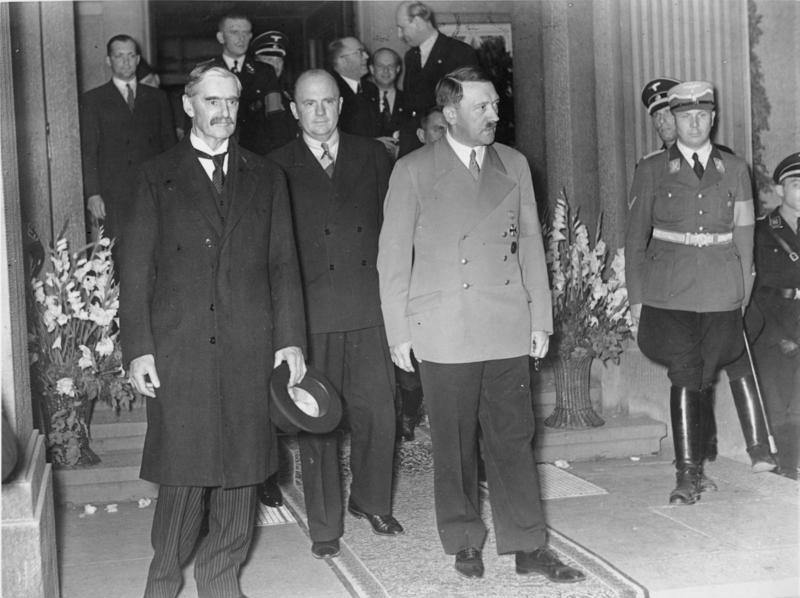
Chamberlain et Hitler après la rencontre de Bad Godesberg, le 23 septembre 1938.

Chamberlain repart pour l’Allemagne et rencontre Hitler à Bad Godesberg le 22 septembre. Hitler rejette les propositions de la précédente rencontre, qui « ne font plus l’affaire à présent ». Il réclame l’occupation immédiate des Sudètes, et l’étude des revendications allemandes en Pologne et en Hongrie. Chamberlain s’y oppose avec ardeur, ayant été accusé de se vendre aux dictateurs et hué le matin même, lors de son départ, mais Hitler reste de marbre. Dans la soirée, Chamberlain rapporte à Lord Halifax que « la rencontre avec Herr Hitler a été des plus insatisfaisantes ». Le lendemain, Hitler laisse Chamberlain mariner jusque dans l’après-midi, puis lui envoie une lettre de cinq pages en allemand où il reprend les demandes faites oralement la veille. Chamberlain lui répond en proposant de servir d’intermédiaire avec les Tchèques, et demande un mémorandum de ses demandes qui puisse être transmis aux Français et aux Tchèques.
Une nouvelle rencontre a lieu dans la soirée du 23 septembre et dure jusqu’à l’aube. Hitler demande que les Tchèques qui fuient les zones devant être occupées ne puissent rien emporter avec eux. Il repousse la date d’occupation des Sudètes au 1er octobre, date qu’il a depuis longtemps arrêtée en secret pour une invasion de la Tchécoslovaquie. La rencontre s’achève amicalement : Chamberlain exprime son espoir qu’ils pourront résoudre d’autres problèmes en Europe de la même façon, et Hitler sous-entend que les Sudètes satisferont ses ambitions territoriales en Europe. Chamberlain repart pour Londres et déclare : « La balle est dans le camp des Tchèques à présent ».

##### Conférence

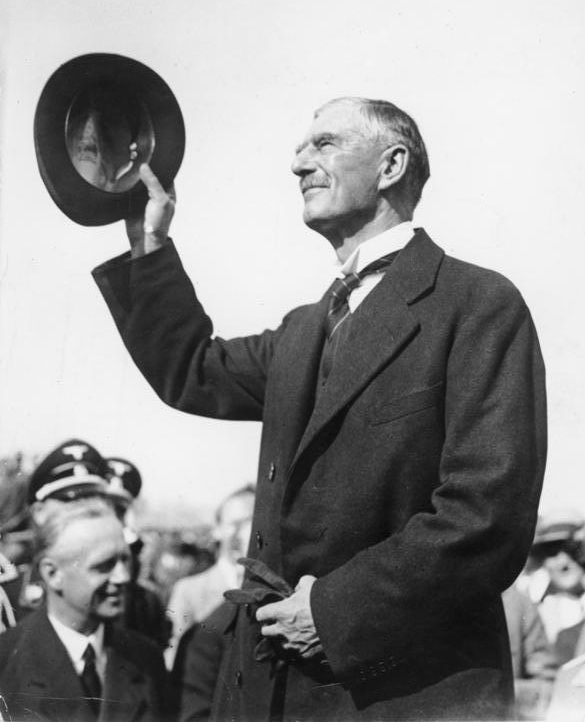
Chamberlain arrive à Munich le 29 septembre 1938.

Les propositions de Hitler sont accueillies avec réticence par les Français et les Tchèques, mais aussi par plusieurs membres du cabinet de Chamberlain. Aucun accord ne semble pouvoir être atteint, et la guerre semble inévitable. Le Premier ministre publie un communiqué dans lequel il exhorte l’Allemagne à abandonner ses menaces en échange d’une aide britannique pour obtenir les concessions qu’elle désire.
Le 28 septembre, il demande à Hitler de l’inviter en Allemagne pour trouver une solution dans le cadre d’un sommet réunissant le Royaume-Uni, la France, l’Allemagne et l’Italie. Hitler accepte, et Chamberlain l’apprend lors d’un discours devant les Communes, qui ruminaient sur la perspective de la guerre. Lorsque Chamberlain leur apprend la nouvelle, les parlementaires l’acclament bruyamment, et même les diplomates présents dans les galeries applaudissent.
Le matin du 29 septembre, Chamberlain décolle de l’aérodrome de Heston (en) pour son troisième et dernier voyage en Allemagne en tant que Premier ministre. À son arrivée à Munich, la délégation britannique est directement conduite au Führerbau, où elle est bientôt rejointe par Daladier, Mussolini et Hitler. Lors d’une première réunion informelle, Hitler déclare avoir l’intention d’envahir la Tchécoslovaquie le 1er octobre. Mussolini émet une proposition similaire à celle faite par Hitler à Bad Godesberg (et pour cause, ayant été communiquée à Rome par les Allemands la veille). Chamberlain soulève la question des compensations à l’égard du gouvernement et des citoyens tchécoslovaques, une question dont Hitler refuse de débattre.

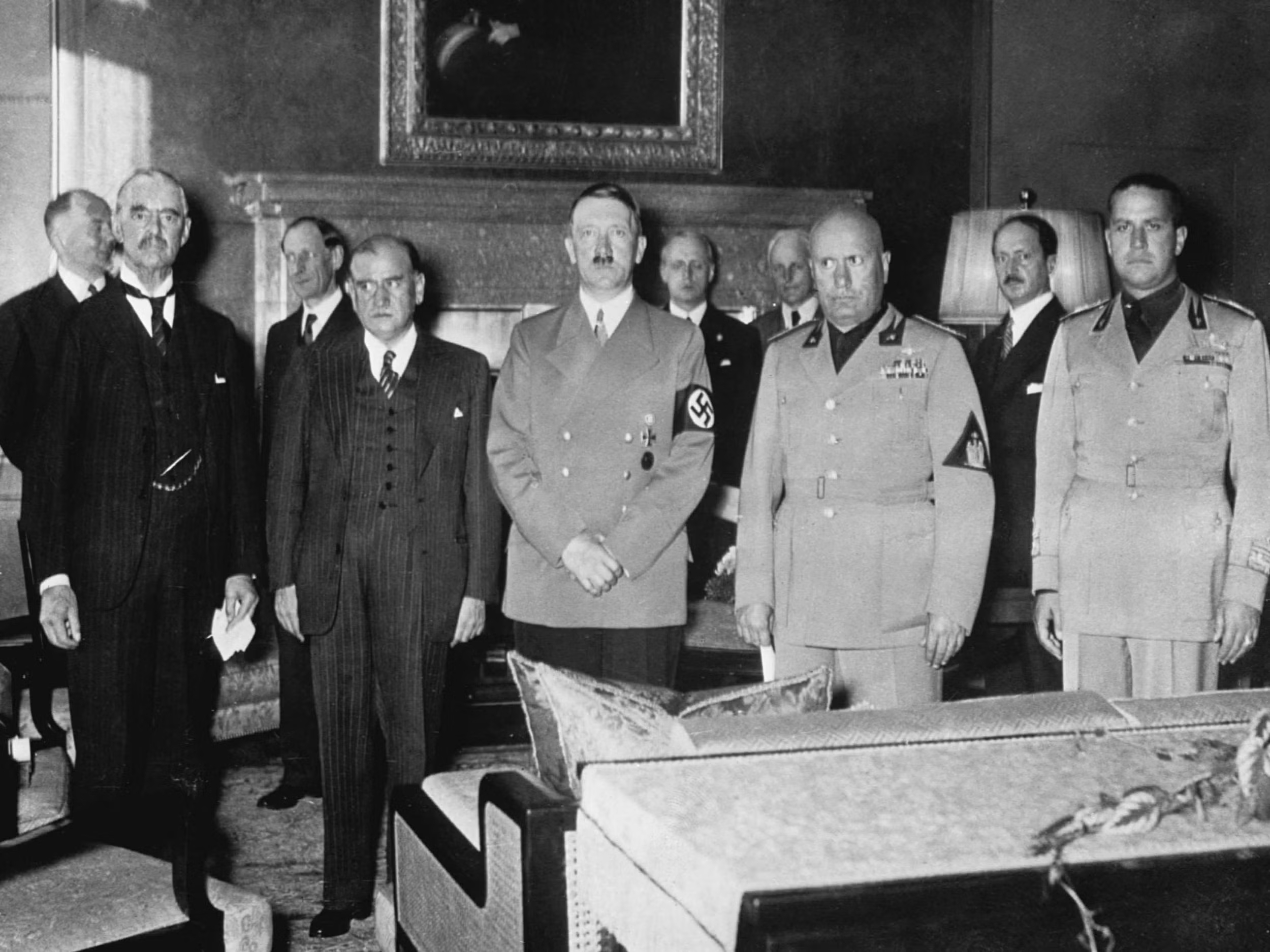
Chamberlain, Daladier, Hitler, Mussolini et Galeazzo Ciano sur le point de signer les accords de Munich.

Après le déjeuner, les conseillers rejoignent leurs chefs, et les clauses de la proposition italienne sont débattues pendant des heures. Dans la soirée, les Franco-Britanniques retournent à leur hôtel pour prendre conseil auprès de leurs capitales respectives. La conférence reprend vers 22 h, et concerne alors essentiellement un petit comité d’élaboration. Les accords de Munich sont prêts à être signés à 1 heure 30 du matin, mais la cérémonie est repoussée. Chamberlain et Daladier retournent à leur hôtel et mettent les Tchèques au courant du contenu des accords. Les deux Premiers ministres leur recommandent d’accepter au plus tôt, étant donné que l’évacuation doit commencer dès le lendemain. À midi et demi, le gouvernement tchèque de Prague proteste contre les accords, mais accepte leurs termes.

##### Suites: «la paix pour notre temps»

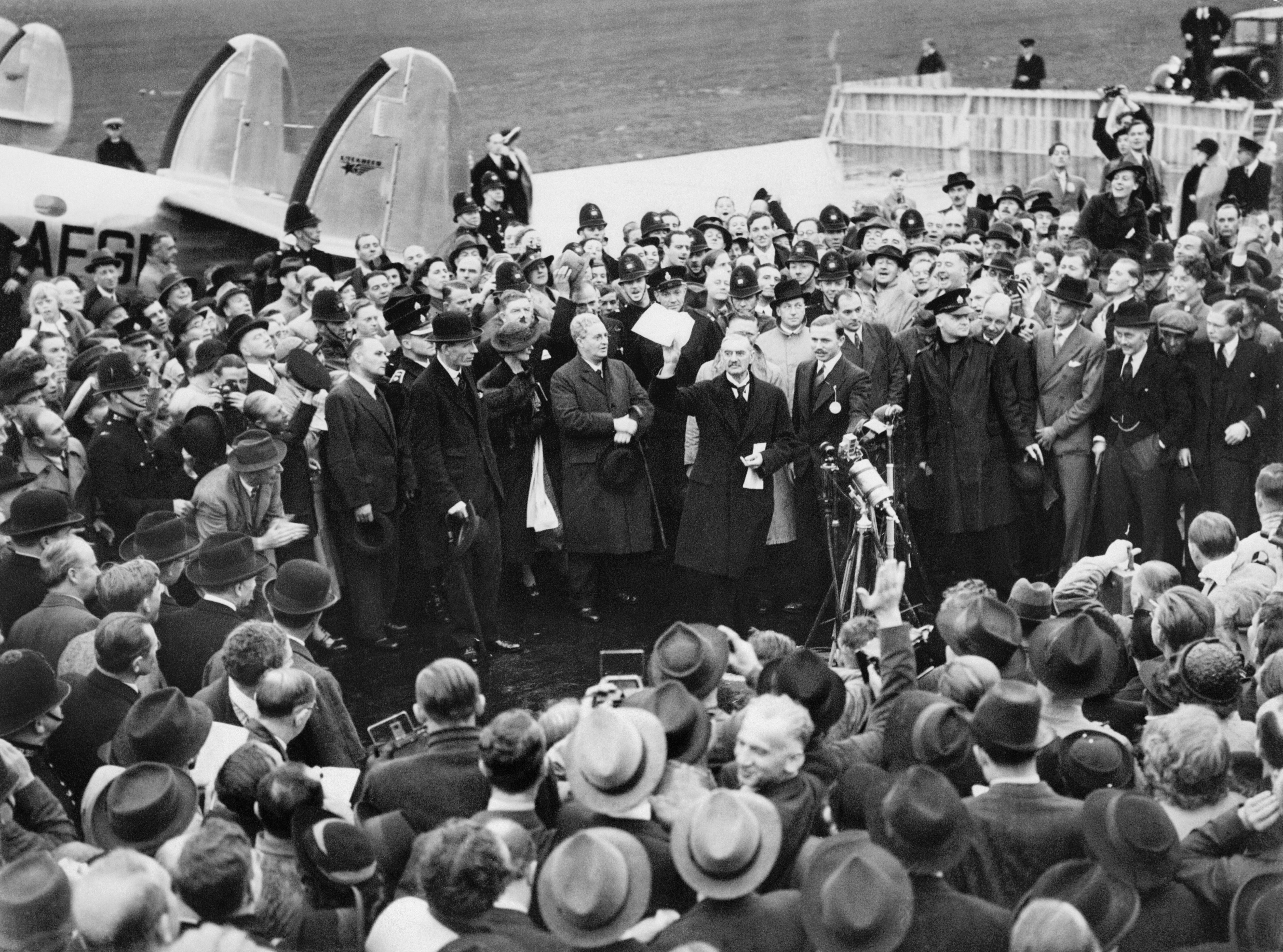
À son retour de Munich, Neville Chamberlain brandit l’accord signé par Hitler et lui-même.

Avant de quitter le Führerbau, Chamberlain obtient un entretien privé avec Hitler. Il lui préconise d’appliquer les accords avec modération, et demande que les Allemands ne bombardent pas Prague en cas de résistance tchèque, ce à quoi Hitler semble agréer. Chamberlain lui lit un document de trois paragraphes intitulé « accord anglo-allemand », dans lequel les deux nations considèrent les accords de Munich comme « un symbole de la volonté de nos deux peuples de ne plus jamais entrer en guerre ». Les deux hommes signent le document immédiatement. Par la suite, lorsque le ministre des Affaires étrangères du Reich, Joachim von Ribbentrop, reproche à Hitler la signature de ce document, le Führer lui répond qu’il est « inutile de le prendre au sérieux. Ce morceau de papier n’a absolument aucune valeur ». À l’inverse, lorsqu’il retourne à son hôtel pour le déjeuner, Chamberlain tapote sa poche de poitrine en disant « Je l'ai ! ». Les nouvelles précèdent son retour à Londres et y sont accueillies avec joie, hormis par Churchill et ses partisans.
Le retour de Chamberlain à Londres est triomphal. Une foule nombreuse l’attend à Heston, où il est accueilli par le comte de Clarendon qui lui remet une lettre du roi George VI. Ce dernier lui assure la gratitude de l’Empire et le presse de se présenter à Buckingham. La foule est si compacte que Chamberlain met une heure et demie pour parcourir les 15 kilomètres séparant Heston du palais. Après s’être présenté devant le roi, Chamberlain et sa femme font une apparition sur le balcon du palais, aux côtés du roi et de son épouse. Il se rend ensuite à Downing Street, qui est noire de monde. Il se rend au premier étage du numéro 10 et s’adresse à la foule depuis une fenêtre, déclarant :

« Mes bons amis, voici la seconde fois que nous rentrons d’Allemagne à Downing Street avec une paix honorable. Je crois qu’il s’agit de la paix pour notre temps. Nous vous remercions du fond du cœur. À présent, je vous conseille de rentrer chez vous, et dormez en paix. »

Le roi George publie un communiqué à son peuple : « Après les prodigieux efforts du Premier ministre au service de la paix, j’espère avec ferveur qu’une nouvelle ère d’amitié et de prospérité puisse naître entre les peuples du monde ». Chamberlain est soutenu sans réserve par la quasi-totalité de la presse et reçoit des milliers de cadeaux, allant d’un service à dîner en argent à d’innombrables parapluies, son objet emblématique. Le 3 octobre, la Chambre des communes se réunit pour débattre des accords de Munich. L’ex-Premier Lord de l’Amirauté Duff Cooper, qui a remis sa démission le lendemain de la signature des accords, ouvre la session en expliquant les raisons de sa démission. Churchill émet des critiques acerbes, mais aucun conservateur ne vote contre le gouvernement, et ils ne sont qu’une vingtaine à s’abstenir, parmi lesquels Churchill, Eden, Cooper et Harold Macmillan. Churchill déclare à la Chambre : « L’Angleterre a eu le choix entre la guerre et la honte. Elle a choisi la honte, et elle aura la guerre ».

### Vers la guerre (octobre 1938 – août 1939)
Au lendemain de Munich, Chamberlain mène par précaution une politique de réarmement. Il déclare au cabinet, début octobre : « Ce serait de la folie pour ce pays de cesser de se réarmer tant que nous ne sommes pas sûrs que les autres pays vont faire de même. Pour le moment, nous n’arrêterons aucun élément de notre effort tant que les déficiences n’auront pas été corrigées ». Cependant, plus tard dans le mois, il résiste aux appels à placer l’industrie en état d’effort de guerre, pensant qu’une telle action convaincra Hitler qu’il a décidé d’abandonner les accords de Munich. Chamberlain espère que l’accord signé avec Hitler à Munich mènera à un règlement général des conflits en Europe, mais Hitler n’exprime pas l’intérêt[pas clair] à donner suite à l’accord. Ayant envisagé des élections générales au lendemain de Munich, Chamberlain se contente de remanier son gouvernement. Vers la fin de l’année, cependant, les inquiétudes de l’opinion publique amènent Chamberlain à penser que « se débarrasser de cette Chambre des communes difficile et aigrie avec des élections générales » serait « suicidaire ».
Malgré la tranquillité relative d’Hitler alors que le Reich annexe les Sudètes, les questions de politique étrangère continuent à préoccuper Chamberlain. Il se rend à Paris et à Rome, espérant convaincre les Français d’accélérer leur réarmement et Mussolini d’exercer une influence positive sur Hitler. Toutefois, plusieurs membres de son gouvernement, suivant Lord Halifax, commencent à prendre leurs distances avec la politique d’apaisement. Halifax est désormais convaincu que Munich, certes « valait mieux qu’une guerre européenne », mais a été « une affaire horrible et humiliante ». Les pogroms de la nuit de Cristal du 9 novembre horrifient l’opinion publique et rendent tout rapprochement avec Hitler inacceptable, bien que Chamberlain n’ait pas abandonné tout espoir.
Croyant toujours une réconciliation avec l’Allemagne possible, Chamberlain prononce un discours important à Birmingham le 28 janvier, dans lequel il exprime son désir d’une paix internationale. Il en envoie par avance une copie à Berchtesgaden, et Hitler semble lui répondre : dans son discours au Reichstag du 30 janvier, il déclare vouloir une « longue paix ». Chamberlain est certain que les améliorations apportées à la défense britannique depuis Munich obligeront le dictateur à s’asseoir à la table des négociations. Cette estimation est confirmée par un discours conciliant donné à l’occasion du retour de l’ambassadeur britannique à Berlin, après un bref retour au Royaume-Uni pour raisons médicales. Chamberlain y répond dans son discours du 22 février à Blackburn : il espère que les deux nations peuvent résoudre leurs différends par le commerce. Il est satisfait de voir ses commentaires reproduits dans la presse allemande. Avec la situation internationale apparemment apaisée, il est persuadé que le gouvernement remportera haut la main les élections prévues pour fin 1939.
Le 15 mars, l’Allemagne envahit les provinces tchèques de Bohême et de Moravie et occupe Prague. La réaction première de Chamberlain devant la Chambre est, selon son biographe Nick Smart, « peu convaincante », mais dans les 48 heures qui suivent, il se prononce plus fermement contre l’agression allemande. Dans son discours du 17 mars à Birmingham, il prévient qu’« il n’y aurait pas pire erreur que de croire que parce qu’elle considère la guerre comme chose cruelle et dépourvue de sens, la nation a perdu sa fibre guerrière au point qu’elle ne consacrera pas ses efforts jusqu’au dernier à résister à un tel défi s’il devait jamais être lancé ». Le secrétaire d'État aux Colonies Malcolm MacDonald déclare : « si le Premier ministre était jadis fortement en faveur de la paix, il a définitivement basculé en faveur de la guerre à présent ». Ce discours est très bien accueilli au Royaume-Uni, et les forces armées reçoivent un afflux de volontaires.
Chamberlain s’attelle à la construction d’un réseau de pactes défensifs liés entre les pays européens pour dissuader Hitler d’entrer en guerre. Il recherche un accord entre le Royaume-Uni, la France, l’URSS et la Pologne, selon lequel les trois premiers s’engageraient à soutenir la Pologne si son indépendance était menacée, mais la méfiance des Polonais à l’égard de l’Union soviétique fait échouer les négociations. À la place, le 31 mars, Chamberlain informe une Chambre des communes favorable des nouvelles alliances militaires franco-polonaise et anglo-polonaise : les deux puissances s’engagent à fournir toute l’aide possible contre toute action pouvant menacer l’indépendance de la Pologne. Dans le débat qui s’ensuit, Eden affirme que le pays est maintenant uni derrière son gouvernement, et même Churchill et Lloyd George approuvent la politique polonaise de Chamberlain.
Le Premier ministre prend d’autres mesures pour dissuader Hitler d’attaquer. Il double la taille de la Territorial Army, crée le ministère de l’Intendance pour gérer l’approvisionnement des troupes, et institue une conscription permanente. À la suite de l’invasion italienne de l’Albanie le 7 avril, des garanties militaires sont données à la Grèce et à la Roumanie.
Chamberlain hésite à nouer une alliance militaire avec l’URSS : il est méfiant à l’égard de Joseph Staline sur le plan idéologique et estime qu’une telle alliance n’apporterait aucun bénéfice militaire du fait des Grandes Purges qui ont frappé l’Armée rouge. Cependant, la majeure partie de son gouvernement défend une telle alliance, et une fois les objections polonaises levées, Chamberlain ne peut plus s’y opposer. Les discussions avec le ministre soviétique des Affaires étrangères Viatcheslav Molotov, auxquelles les Britanniques n’envoient qu’une petite délégation, traînent pendant plusieurs mois, et échouent finalement lorsque la Pologne et la Roumanie refusent que des troupes soviétiques stationnent sur leur territoire. Le pacte germano-soviétique est conclu un mois plus tard. Chamberlain avait négligé les rumeurs d’un rapprochement entre l’Allemagne et l’Union soviétique. Lorsque le pacte est révélé, il n’en fait que peu de cas en public et déclare que cela ne change rien aux obligations du Royaume-Uni vis-à-vis de la Pologne. Néanmoins, le 23 août, il fait remettre par Henderson une lettre à Hitler, dans laquelle il affirme que le Royaume-Uni n’hésitera pas à venir en aide aux Polonais. Hitler ordonne à ses généraux de préparer l’invasion de la Pologne en leur disant : « Nos ennemis ne sont que des vermisseaux. Je l’ai vu à Munich ».

### Chef de guerre (1939-1940)

#### Déclaration de guerre
L’Allemagne envahit la Pologne à l’aube du 1er septembre 1939. Le gouvernement britannique se réunit en fin de matinée et avertit l’Allemagne : si elle ne se retire pas du territoire polonais, le Royaume-Uni tiendra ses engagements vis-à-vis de la Pologne. La Chambre des communes se réunit à 18 h et réserve un accueil triomphal à Chamberlain et Arthur Greenwood (qui remplace Attlee, malade). Chamberlain prononce un discours rempli d’émotion où il blâme Hitler pour le conflit à venir.
Aucune déclaration de guerre formelle n’est faite sur le coup. Le ministre français des Affaires étrangères, Georges Bonnet, indique que la France ne peut rien faire avant la session parlementaire du 2 septembre. En réalité, il tente d’obtenir des soutiens pour un sommet à la Munich, proposé par les Italiens et devant se tenir le 5 septembre. Toutefois, le gouvernement britannique demande à ce qu’un ultimatum soit immédiatement posé à Hitler, et que la guerre soit déclarée sur l’heure si les troupes allemandes ne se sont toujours pas retirées au soir du 2. Chamberlain et Halifax sont convaincus par les demandes de Bonnet, qui explique que la France a besoin de davantage de temps pour mobiliser et évacuer, et ils repoussent l’échéance de l’ultimatum, qui n’a pas encore été délivré. La longue déclaration de Chamberlain, qui ne mentionne aucun ultimatum, est mal accueillie par la Chambre des communes, et lorsque Greenwood s’avance pour « parler au nom des classes ouvrières », le député conservateur Leo Amery le presse de parler « pour l’Angleterre », sous-entendant que le Premier ministre ne l’avait pas fait. Chamberlain réplique que des problèmes téléphoniques rendent la communication avec Paris difficile, et tente de dissiper la crainte que la France défaille. Il n’a guère de succès : trop peu de députés sont au courant des démarches de Bonnet. Le député travailliste Harold Nicolson écrit par la suite : « il perdit tout son crédit au cours de ces quelques minutes ». Le retard apparent fait craindre que Chamberlain ne veuille à nouveau obtenir un arrangement avec Hitler. La dernière réunion en temps de paix du gouvernement Chamberlain a lieu à 23 h 30 ; il est décidé que l’ultimatum sera présenté à Berlin à neuf heures du matin le lendemain et expirera deux heures plus tard, avant la session parlementaire de midi. Le lendemain, Chamberlain s’adresse par radio à la nation à 11 h 15, l’informant de l’état de guerre avec l’Allemagne :

« Notre conscience est claire, nous avons fait tout ce qu’un pays pouvait faire pour établir la paix. Cette situation, dans laquelle on ne peut croire aucun mot de ce que dit le dirigeant allemand, et nul pays ou peuple ne peut se sentir en sécurité, est devenue intolérable […] Que Dieu vous bénisse à présent. Puisse-t-Il défendre les justes. Nous allons affronter de mauvaises choses : la force brute, la mauvaise foi, l’injustice, l’oppression, la persécution, et contre toutes ces choses, je suis persuadé que la justice prévaudra. »

Dans l’après-midi, Chamberlain s’adresse à la Chambre des communes. C’est la première fois en plus de 120 ans qu’elle se réunit un dimanche. Devant une assemblée silencieuse, il prononce un discours que même ses opposants décrivent comme « sobre et donc efficace » :

« Tout ce pour quoi j'ai travaillé, tout ce que j'ai espéré, tout ce en quoi j'ai cru durant ma vie publique est tombé en ruines. Il ne me reste plus qu'une seule chose à faire, c'est consacrer ce que j'ai de force et de pouvoir à la victoire de la cause pour laquelle nous avons sacrifié tant de choses. »

#### Drôle de guerre

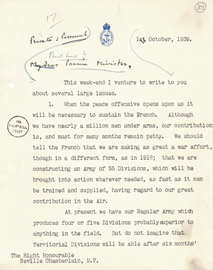
Première page d’une lettre de Chamberlain à Churchill (1er octobre 1939).

Chamberlain forme un Cabinet de guerre et invite les travaillistes et les libéraux à y participer, mais ils refusent. Il rétablit Churchill au poste de Premier Lord de l’Amirauté, avec un siège au sein du Cabinet, et offre également un poste à Anthony Eden. Le nouveau Premier Lord se révèle un collègue difficile, noyant le Premier ministre sous un déluge de longs mémorandums. Chamberlain reproche à Churchill de lui envoyer autant de mémos alors que le Cabinet se réunit quotidiennement. Il soupçonne que « ces lettres n’ont d’autre but que d’être citées dans le Livre qu’il écrira dans le futur », ce qui se confirme après la guerre. Chamberlain doit également contrer les plans les plus excessifs de Churchill, comme l’opération Catherine, qui aurait envoyé des navires lourdement armés dans la mer Baltique avec un soutien minimal et aucune couverture aérienne pour intercepter les cargaisons de fer à destination de l’Allemagne. La guerre navale étant le seul front sur lequel les Britanniques sont impliqués au début de la guerre, la volonté évidente du Premier Lord d’entreprendre une guerre violente et victorieuse fait de lui un chef potentiel dans la conscience publique et parmi ses collègues parlementaires.
Les premiers mois du conflit sont marqués par un engagement terrestre minime sur le front ouest, ce qui lui vaut le surnom de « Bore War » (« guerre de l’ennui »), ou par la suite « Phoney War » (« drôle de guerre »). En accord avec la plupart des gouvernants et généraux alliés, Chamberlain estime que la guerre pourrait être rapidement remportée en maintenant l’Allemagne sous embargo tout en poursuivant le réarmement. Chamberlain n’est guère désireux de modifier trop profondément l’économie britannique. En parlant d’un budget d’urgence proposé par le gouvernement, Chamberlain déclare : « la seule chose qui compte est de remporter la guerre, même si nous en sortons en banqueroute ». Toutefois, les dépenses réelles du gouvernement n’augmentent guère plus que du taux normal de l’inflation entre septembre 1939 et mars 1940. Malgré ces difficultés, Chamberlain bénéficie toujours de taux d’approbation élevés, allant jusqu’à 68 %, et encore de près de 60 % en avril 1940.

#### Chute
Début 1940, les Alliés approuvent un projet visant à prendre le contrôle du nord de la Norvège, autour du port majeur de Narvik, ainsi que peut-être des mines de fer suédoises de Gällivare, source principale d’approvisionnement du Reich. La mer Baltique étant gelée l’hiver, le trafic transite par Narvik durant cette période. Le projet des Alliés débute par une opération de minage des eaux norvégiennes, afin de susciter une réaction allemande en Norvège et de permettre l’occupation de la majeure partie du pays. Les Alliés ignorent toutefois que l'Allemagne a son propre plan d’invasion de la Norvège, et le 9 avril, la Wehrmacht occupe le Danemark, puis envahit la Norvège. Le pays est rapidement occupé presque entièrement par l’Allemagne. Les quelques troupes envoyées par les Alliés ne rencontrent guère de succès, et le Cabinet de guerre ordonne leur retrait le 26 avril. Les adversaires du Premier ministre décident de faire du débat d’ajournement pour les vacances de Pentecôte une charge contre Chamberlain. Celui-ci est furieux lorsqu’il apprend la chose, puis décide de contre-attaquer.
Le « débat norvégien » s’ouvre le 7 mai et dure deux jours. Les premiers discours, dont celui de Chamberlain, restent neutres, mais l’amiral Roger John Brownlow Keyes, député de Portsmouth North, monte à la tribune en uniforme et se lance dans une violente attaque contre la conduite de la campagne de Norvège, épargnant toutefois Churchill dans son blâme. Leo Amery conclut son propre discours en paraphrasant Oliver Cromwell dissolvant le Long Parlement : « Vous êtes restés trop longtemps ici pour le bien que vous avez fait. Partez, dis-je, et puissions-nous être débarrassés de vous. Au nom de Dieu, partez ! ». Lorsque les travaillistes annoncent qu’ils vont demander une division, Chamberlain appelle ses « amis — et il me reste quelques amis dans cette Chambre — à soutenir le gouvernement ce soir ». Bien que le mot « ami » soit couramment employé pour désigner des camarades de parti, Chamberlain commet une « erreur stratégique » en faisant appel à la loyauté envers un parti « alors que la gravité du conflit exige l’unité nationale ». Lloyd George rallie les assaillants, et Churchill conclut la séance avec un discours vigoureux en faveur du gouvernement. Le gouvernement dispose normalement de plus de 200 voix de majorité, mais il n’a que 81 votes d’avance lors de la division, 38 députés conservateurs votant à l’encontre des consignes du parti et une vingtaine s’abstenant.
Chamberlain passe une bonne partie de la journée du 9 mai en réunions avec les membres de son gouvernement. De nombreux députés conservateurs, même ceux ayant voté contre le gouvernement, affirment durant ces quelques jours qu’ils ne souhaitent pas le départ de Chamberlain, plutôt un remaniement ministériel. Cependant, Chamberlain décide de démissionner, à moins que les travaillistes acceptent de rejoindre son gouvernement. Attlee, qu’il rencontre plus tard dans la journée, est réticent, mais accepte de consulter le Comité national du Parti travailliste, qui se réunit au même moment à Bournemouth. Chamberlain souhaiterait que Halifax lui succède, mais ce dernier ne se montre guère empressé d’avancer ses propres pions, et le choix se porte finalement sur Churchill. Le lendemain, l’Allemagne envahit le Benelux, et Chamberlain envisage de conserver son poste. Toutefois, Attlee lui confirme qu’aucun travailliste ne collaborera avec lui, et Chamberlain se rend à Buckingham Palace pour remettre sa démission au roi et lui conseiller de faire appel à Churchill. Par la suite, Churchill remerciera Chamberlain de ne pas avoir conseillé au roi de faire appel à Halifax, qui aurait reçu le soutien de la plupart des députés membres du gouvernement. S’exprimant à la radio le soir même, Chamberlain déclare à la nation :

« Car l’heure est venue à présent de notre mise à l’épreuve, tandis que les peuples innocents de Hollande, de Belgique et de France la subissent d’ores et déjà. Et vous, comme moi, devez rallier notre nouveau chef, et avec l’union de nos forces, et avec un courage inébranlable, nous lutterons et œuvrerons jusqu’à ce que cette bête sauvage, qui a jailli de son repaire pour fondre sur nous, soit finalement désarmée et renversée. »

La reine déclare à Chamberlain que sa fille, la princesse Élisabeth, a pleuré en entendant sa déclaration. Churchill lui écrit pour le remercier de se tenir à ses côtés en ces moments périlleux, et Stanley Baldwin, le dernier ancien Premier ministre encore en vie avec Lloyd George et Chamberlain, lui écrit : « Vous avez passé l’épreuve du feu depuis notre dernière rencontre, il y a quinze jours à peine, et vous en êtes ressorti couvert d’or ».

## Lord président du Conseil et mort
Contrairement à l’habitude, Chamberlain ne publie pas de liste de Resignation Honours (en) après sa démission. Churchill ne procède pas à une purge de ses fidèles : Chamberlain reste le chef du Parti conservateur et conserve le soutien de nombreux députés qui n’ont guère confiance en leur nouveau Premier ministre. Churchill souhaite voir Chamberlain revenir à l’Échiquier, mais celui-ci décline l’offre, estimant que cela entraînerait des problèmes avec le Parti travailliste. Il devient à la place Lord président du Conseil, avec un siège dans le Cabinet de guerre réduit à cinq places. Le 13 mai 1940, Chamberlain retourne pour la première fois à la Chambre des communes depuis sa démission, et « les députés perdirent la tête : ils crièrent, ils l’acclamèrent, ils agitèrent leurs ordres du jour, ils lui réservèrent une véritable ovation ». À l’inverse, Churchill reçoit un accueil froid à la Chambre, et certains de ses discours les plus fameux, comme le « We shall fight on the beaches », n’y suscitent qu’un enthousiasme médiocre.
Chamberlain est profondément abattu par sa chute. Il écrit : « Peu d'hommes ont connu un tel revirement de leur fortune en si peu de temps ». Il regrette particulièrement la perte du manoir Chequers ; toutefois, après une visite d’adieu le 19 juin, il écrit : « Je suis heureux d’avoir pu le faire, et ne repenserai plus à Chequers ». Son poste de Lord President lui confère d'importantes responsabilités dans le domaine intérieur, ainsi que la présidence du Cabinet de guerre lors des nombreuses absences de Churchill. Plus tard, Attlee se souvient de lui comme « dépourvu de toute rancœur qu’il aurait pu éprouver à notre égard. Il travaillait beaucoup et bien : un bon président, un bon membre de comité, toujours très professionnel ». En tant que président du Lord President's Committee (en), il exerce une grande influence sur l’économie de guerre. Lorsque l’Axe commence à tâter le terrain pour une éventuelle paix, le 26 mai 1940, après l’occupation du Benelux et alors que la France chancelle, Halifax presse le Cabinet d’étudier l’offre allemande. Il faut trois jours aux membres du Cabinet pour se mettre d’accord, et le dernier jour, Chamberlain déclare que l’offre ne sera sans doute pas acceptable et que ces démarches devraient être repoussées. En fin de compte, le Cabinet de guerre rejette les négociations.

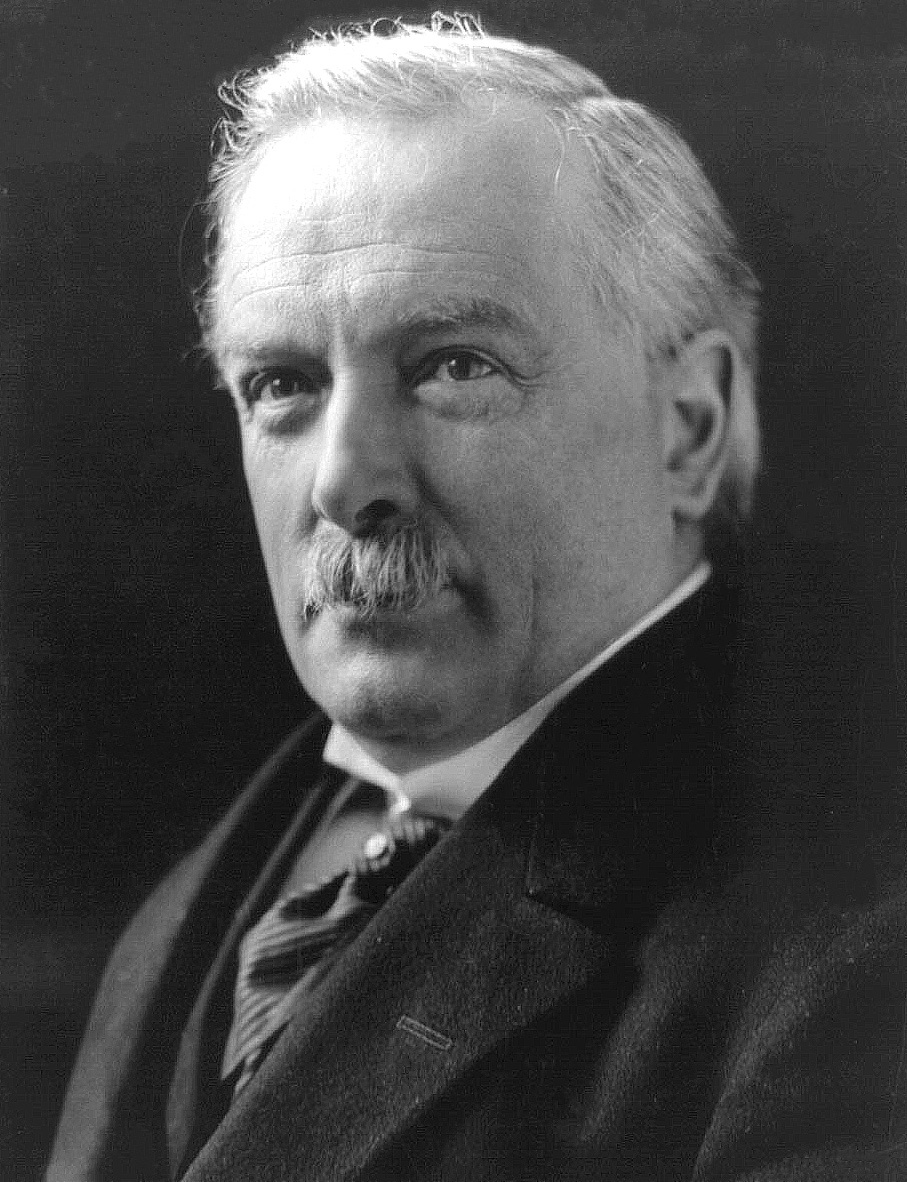
David Lloyd George.

En mai 1940, Churchill avance deux fois la possibilité d’offrir un poste dans le gouvernement à David Lloyd George. Les deux fois, Chamberlain indique qu’il démissionnera dans cette éventualité, du fait de l’antipathie de longue date qui l’oppose à l’ancien Premier ministre. Churchill revient sur la question avec Chamberlain en juin, et cette fois-ci, Chamberlain accepte son éventuelle nomination, à condition qu’il mette de côté leurs différends. Toutefois, Lloyd George refuse d’intégrer le gouvernement Churchill.
Chamberlain tâche de convaincre son parti de suivre Churchill. Avec le Chief Whip David Margesson, il tente de surmonter la suspicion et l’aversion des conservateurs à l’égard du Premier ministre. Le 4 juillet, Churchill est accueilli à la Chambre par une acclamation des députés conservateurs préparée par Chamberlain et Margesson, et le Premier ministre est submergé par l’émotion lorsqu’il est acclamé par les députés de son propre parti pour la première fois depuis mai. De son côté, Churchill est également loyal : il refuse de prendre en considération les tentatives travaillistes et libérales d’exclure Chamberlain du gouvernement. Lorsque des critiques à l’égard de Chamberlain apparaissent dans la presse, et lorsque l’ancien Premier ministre apprend que les travaillistes comptent l’attaquer à travers une session secrète du Parlement, Chamberlain indique à Churchill qu'il ne pourra se défendre qu’en contre-attaquant. Le Premier ministre intervient auprès du Parti travailliste et de la presse, et les critiques cessent, « comme un robinet que l'on ferme » selon Chamberlain.
En juillet 1940 paraît un pamphlet intitulé Guilty Men (« Les coupables »), signé « Caton », un pseudonyme recouvrant trois journalistes, dont le futur dirigeant travailliste Michael Foot. Il attaque le bilan du gouvernement national, affirmant qu’il a échoué à préparer correctement le pays pour la guerre, et exige le départ de Chamberlain et d’autres ministres qui auraient contribué aux désastres du début du conflit. L’ouvrage se vend à plus de 200 000 exemplaires, dont beaucoup circulent de main en main ; bien que de nombreuses librairies d’importance ne le proposent pas, il connaît vingt-sept réimpressions en quelques mois. Selon l’historien David Dutton, « son effet sur la réputation de Chamberlain, dans le grand public comme au sein du monde universitaire, fut vraiment profond ».
La santé de Chamberlain fut excellente durant toute sa vie, hormis quelques attaques occasionnelles de goutte, mais à partir de juillet 1940 il souffrit de douleurs constantes. Il entra à l’hôpital pour être opéré en juillet, et les chirurgiens découvrirent qu’il était atteint d’un cancer du côlon en phase terminale. Ils lui dissimulent leur diagnostic, l’assurant qu’il n’aura pas besoin d’une autre opération. Chamberlain quitte la maison de repos pour Highfield Park, dans le Hampshire, où il reprend le travail à la mi-août. Il retourne à son bureau le 9 septembre, mais la douleur revient, accentuée par les bombardements nocturnes de Londres qui l’empêchent de dormir correctement. Il quitte Londres pour la dernière fois le 19 septembre et part pour Highfield Park. Il remet sa démission à Churchill le 22. Le Premier ministre est réticent, mais les deux hommes se rendent compte que Chamberlain ne reprendra jamais le travail, et Churchill accepte sa démission. Il lui demande s’il accepterait d’entrer dans l’Ordre de la Jarretière, auquel son frère Austen appartenait, mais Chamberlain décline : il « préfère mourir comme un simple Monsieur Chamberlain, comme mon père avant moi, paré d’aucun titre ».
Durant ses dernières semaines, Chamberlain est furieux contre les commentaires « brefs, glaciaux et pour la plupart dépréciateurs » faits par la presse à l’annonce de sa retraite, rédigés selon lui « sans le moindre témoignage de sympathie pour l’homme, ni même la moindre idée qu’il pût y avoir une tragédie humaine derrière cela ». Néanmoins, le couple royal lui rend visite le 14 octobre, et il reçoit des centaines de lettres de soutien venant d’amis et d’admirateurs. Il écrit à John Simon, qui avait été Chancelier de l’Échiquier dans son gouvernement :

« [C]’était l’espoir de faire quelque chose qui puisse améliorer les conditions de vie des plus pauvres qui m’a conduit à la politique, alors que j’avais passé le mitan de mon existence ; et cela m’est une certaine satisfaction d’avoir pu accomplir une partie de mon ambition, même si les dommages de la guerre menacent son existence. Pour le reste, je ne regrette rien de ce que j’ai fait & je ne vois rien d’inaccompli que j’aurais dû accomplir. Je suis donc heureux d’accepter le sort qui m’est si soudainement échu. »

Chamberlain meurt des suites de son cancer le 9 novembre 1940, à l’âge de 71 ans. Le service funèbre a lieu à l’abbaye de Westminster (pour des raisons de sécurité, le lieu et la date ne sont pas annoncés publiquement), et ses cendres sont enterrées près de celles d’Andrew Bonar Law. Churchill prononce une eulogie de Chamberlain devant la Chambre des communes trois jours après sa mort :

« Quoi que l’histoire puisse dire ou ne pas dire de ces terribles et extraordinaires années, nous pouvons être certains que Neville Chamberlain a agi avec une parfaite sincérité, selon ses opinions, et a lutté avec toutes ses capacités et son autorité, qui étaient importantes, pour sauver le monde de l’effroyable et dévastatrice lutte dans laquelle nous sommes aujourd’hui engagés. Cela seul lui offrira une belle place dans ce que l’on appelle le verdict de l’histoire. »

Si certains partisans de Chamberlain trouvent le discours du Premier ministre empli de mauvaise foi, Churchill ajoute en privé : « Que vais-je devenir sans ce pauvre Neville ? Je comptais sur lui pour s’occuper de l’Intérieur pour moi ». D’autres rendent hommage à Chamberlain à la Chambre des communes et à la Chambre des lords le 12 novembre : Lord Halifax, Attlee et Archibald Sinclair, chef du Parti libéral et ministre de l’Aviation. On s’attend à ce que l’ancien Premier ministre Lloyd George, alors député, prononce un discours, mais il est absent des sessions.

## Postérité

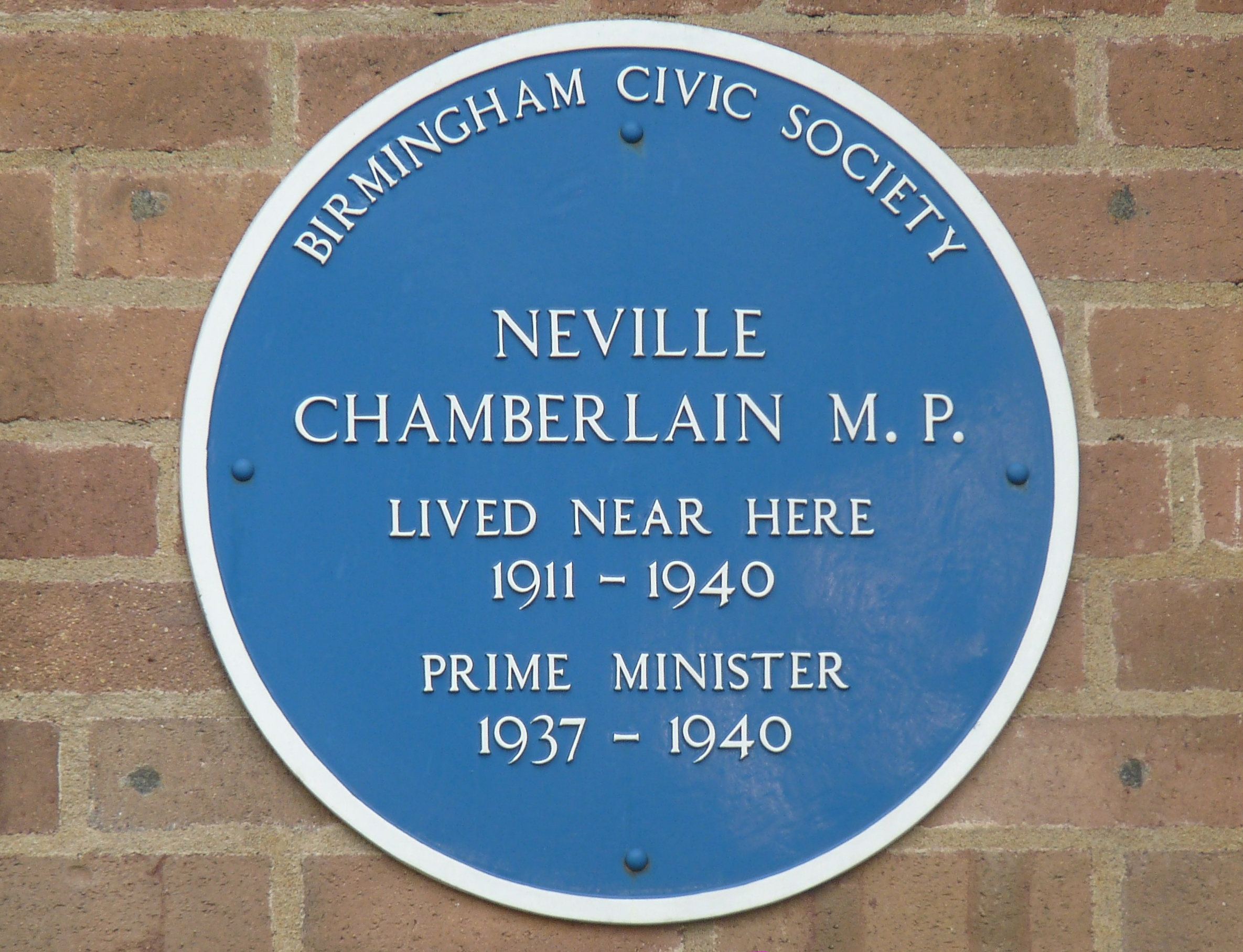
Plaque bleue en l’honneur de Chamberlain à Edgbaston.

Quelques jours avant sa mort, Neville Chamberlain écrit :

« En ce qui concerne ma réputation, je ne suis pas le moins du monde inquiet. Les lettres qui continuent à me parvenir en nombre reviennent inlassablement sur ce point, à savoir que sans Munich, la guerre aurait été perdue et l’Empire détruit en 1938 […] Je ne crois pas que l’opinion contraire […] ait la moindre chance de survie. Même si rien ne devait être publié de la véritable histoire secrète des deux dernières années, je ne craindrais pas le jugement de l’historien. »

Guilty Men n’est pas le seul pamphlet de la Seconde Guerre mondiale à avoir endommagé la réputation de Chamberlain. We Were Not All Wrong (« Nous n’avions pas tous tort »), publié en 1941, affirme que les députés libéraux et travaillistes, ainsi que quelques conservateurs, avaient combattu la politique d’apaisement de Chamberlain. L’auteur de ce texte, le député libéral Geoffrey Mander (en), avait voté contre la conscription en 1939. Why Not Trust the Tories (« Pourquoi ne pas faire confiance aux Tories »), écrit par « Gracchus » (le futur ministre travailliste Aneurin Bevan) et publié en 1944, blâme les conservateurs pour la politique étrangère menée par Baldwin et Chamberlain. Quelques conservateurs ont beau donner leur propre version des faits, notamment le député Quintin Hogg dans The Left Was Never Right (« La gauche n’a jamais eu raison », 1945), à la fin de la guerre, l’opinion publique juge Chamberlain coupable de sérieuses erreurs diplomatiques et militaires qui ont failli conduire le pays à sa perte.
Ces attaques venues de la gauche portent un coup sérieux à la réputation de Chamberlain. La publication, en 1948, de The Gathering Storm, premier volume des mémoires de guerre de Churchill, lui porte un coup encore plus violent venu de la droite. Si Churchill déclare en privé de son œuvre « ce n’est pas de l’histoire, c’est mon histoire », elle exerce une influence considérable. Churchill décrit Chamberlain comme étant bien intentionné, mais faible, incapable de voir la menace posée par Hitler, et inconscient du fait qu’Hitler aurait pu être abattu par une grande coalition européenne (selon Churchill). L’année séparant Munich du début du conflit a aggravé la position du Royaume-Uni selon Churchill, qui critique les décisions prises par Chamberlain en temps de guerre comme en temps de paix. Le point de vue de Churchill n’est guère remis en question par les historiens dans les années qui suivent la publication de ses mémoires.
Anne Chamberlain (en), la veuve de l’ancien Premier ministre, a déclaré que l’œuvre de Churchill est pleine d’éléments qui « ne sont pas vraiment de fausses déclarations aisément corrigeables, mais de pures omissions et suppositions, à présent reconnues comme des faits qui n’en sont en réalité pas ». Pendant la guerre, la famille Chamberlain engage l’historien Keith Feiling (en) pour écrire une biographie officielle de Chamberlain, et lui permet de consulter ses journaux et documents privés. En tant que biographe officiel d’une personne récemment décédée, Feiling aurait eu le droit de consulter des documents officiels, mais il l’ignorait peut-être, et le Cabinet Secretary refusa ses demandes d’accès. L’ouvrage de Feiling, achevé durant la guerre et publié en 1946, a été décrit par l’historien de l'école révisionniste David Dutton comme « la biographie en un volume la plus impressionnante et convaincante » de Chamberlain, mais elle ne peut rétablir la réputation sévèrement entamée de l’ancien Premier ministre.
Le député conservateur Iain Macleod publie en 1961 la première biographie de Chamberlain témoignant d’un courant de pensée révisionniste. La même année, dans The Origins of the Second World War, A. J. P. Taylor estime que Chamberlain a su réarmer le Royaume-Uni et le préparer à se défendre (bien qu’un réarmement prévu pour vaincre l’Allemagne aurait nécessité d’innombrables ressources supplémentaires) ; il décrit Munich comme « un triomphe pour ce qu’il y avait de meilleur dans la vie britannique [et] pour ceux qui avaient dénoncé courageusement la rigueur et le manque de prévoyance de Versailles » (alors que ce traité établissait par exemple une zone rhénane démilitarisée qui empêchait de facto une invasion allemande).
L’adoption de la thirty year rule (en), en 1967, a permis la publication de nombreux documents du gouvernement Chamberlain dans les trois années qui ont suivi, documents qui éclairent les motivations de l’ancien Premier ministre. L’école révisionniste en tire une nouvelle vigueur, bien que paraissent également des ouvrages très critiques à l’égard de Chamberlain, comme Diplomacy of Illusion de Keith Middlemas (1972), qui dépeint Chamberlain comme un politicien chevronné, mais totalement aveugle à l’égard de l’Allemagne. Les documents rendus publics indiquent que, contrairement à ce qu’affirmait Guilty Men, Chamberlain n’a pas ignoré les conseils du Foreign Office, pas plus qu’il n’a maladroitement contourné son gouvernement. D’autres documents montrent que Chamberlain a envisagé une grande coalition des gouvernements européens, comme celle suggérée plus tard par Churchill, mais qu’il l’a rejetée, estimant que la division de l’Europe en deux camps ne ferait que précipiter la guerre au lieu de l’empêcher. Ils prouvent encore que Chamberlain ne pouvait s’appuyer avec certitude sur les dominions britanniques, capables de mener des politiques étrangères propres en vertu du statut de Westminster, en cas de guerre continentale. C’est encore à cette époque qu’est rendu public le rapport des Chiefs of Staff expliquant que le Royaume-Uni ne pouvait empêcher par la force l’Allemagne de conquérir la Tchécoslovaquie.
Une école post-moderniste émerge dans les années 1990 en réaction à ce point de vue révisionniste sur Chamberlain ; elle utilise les documents publiés pour justifier les conclusions originales de Guilty Men. L’historien R. A. C. Parker (en) estime que Chamberlain aurait pu nouer une alliance solide avec la France après l’Anschluss et entreprendre une politique de confinement de l’Allemagne sous l’égide de la Société des Nations. Pour beaucoup de révisionnistes, Chamberlain ne disposait que d’une marge de manœuvre réduite, mais Parker estime que Chamberlain et ses collègues avaient, outre l'apaisement, d’autres politiques viables à leur disposition. Dans ses deux ouvrages, Chamberlain and Appeasement (1993) et Churchill and Appeasement (2000), Parker affirme que Chamberlain, en raison de sa « personnalité forte et obstinée » et de ses talents d’orateur, a entraîné l’Angleterre à choisir l’apaisement au lieu de la dissuasion. Selon Parker, si Churchill avait occupé un poste important dans la seconde moitié des années 1930, il aurait édifié un système d’alliances qui aurait dissuadé Hitler, et aurait même pu permettre à ses opposants intérieurs de le chasser du pouvoir.
Dutton remarque que la réputation de Chamberlain, pour le meilleur et pour le pire, sera probablement à jamais liée au regard que l’on porte sur sa politique à l’égard de l’Allemagne :

« Quoi que l’on puisse dire d’autre sur la vie publique de Chamberlain, sa réputation dépend en fin de compte de l’appréciation de ce moment [Munich] et de cette politique [d’apaisement]. C’était le cas lorsqu’il démissionna en 1940, et c’est toujours le cas soixante ans après. Espérer qu’il en sera un jour autrement reviendrait à espérer que Ponce Pilate sera un jour considéré comme un fonctionnaire provincial romain compétent. »

## Résultats électoraux

### Chambres des communes
| Élection | Circonscription      | Parti | Parti        | Voix   | %    | Résultats |
| -------- | -------------------- | ----- | ------------ | ------ | ---- | --------- |
| 1918     | Birmingham Ladywood  |       | Conservateur | 9 405  | 69,5 | Élu       |
| 1922     | Birmingham Ladywood  |       | Conservateur | 13 032 | 55,2 | Élu       |
| 1923     | Birmingham Ladywood  |       | Conservateur | 12 884 | 53,2 | Élu       |
| 1924     | Birmingham Ladywood  |       | Conservateur | 13 374 | 49,1 | Élu       |
| 1929     | Birmingham Edgbaston |       | Conservateur | 23 350 | 63,7 | Élu       |
| 1931     | Birmingham Edgbaston |       | Conservateur | 33 085 | 86,5 | Élu       |
| 1935     | Birmingham Edgbaston |       | Conservateur | 28 243 | 81,6 | Élu       |

## Dans les arts et la culture

### Filmographie

#### Cinéma
En 2010, Roger Parrott le joue dans Le Discours d'un roi. Il est incarné par Ronald Pickup dans le film britannico-américain Les Heures sombres (2017) et par Jeremy Irons dans le film britannique L'Étau de Munich (2021).

#### Télévision

##### Téléfilm
Robin Bailey le joue dans The Gathering Storm (1974).

##### Série
Rupert Frazer l'interprète dans Downton Abbey (2010) en tant que ministre de la santé. Nicolas Chagrin le joue dans Maitres et Valets (2010).